# Atracis mucida
Atracis mucida är en insektsart som beskrevs av Jacobi 1915. Atracis mucida ingår i släktet Atracis och familjen Flatidae. Inga underarter finns listade i Catalogue of Life.